# Rodrigo Saravia Salvia
Rodrigo Saravia (Montevideo, 17 de agosto de 2000) es un futbolista uruguayo que juega de mediocampista en Belgrano de la Primera División de Argentina.

## Trayectoria
Rodrigo Saravia hizo su debut profesional con la camiseta de Racing Club de Montevideo el 16 de septiembre de 2021 por la Segunda División Profesional ante Uruguay Montevideo, club donde militó por una temporada a préstamo. Para la temporada 2022 regresa a Peñarol, club donde fue formado.
El 24 de agosto de 2023, se concreta el préstamo al Club de Gimnasia y Esgrima La Plata por 12 meses con un cargo de USD 135.000, sumado a que hay dos instancias para activar la opción de compra por el 70%: 31/12/2023 a cambio de USD 900.000, 31/07/2024 a cambio de USD 1.200.000. El 25 de agosto, ingresa en la derrota de Gimnasia ante el Club Atlético Colón en Santa Fe por 2 a 0.
A fines de 2023, el mediocampista central uruguayo estuvo a un paso de irse de Gimnasia y Esgrima La Plata para jugar en el futbol ruso, historia que finalmente no sucedió. En el inicio del mercado de pases, Saravia recibió una propuesta formal del Rostov de Rusia, una oportunidad futbolística no tan interesante, pero si desde la parte económica. Saravia inclusive viajó hasta Rusia para hacerse la revisión médica y todo parecía un hecho.
Peñarol nunca le pagó a Gimnasia los 400 mil dólares que pretendieron desde un primer momento en concepto de resarcimiento económico y su llegada se terminó dilatando tanto más que el futbolista decidió finalmente quedarse en Gimnasia.
En junio de 2024 se abía confirmado la transferencia del volante al PFC Ludogorets Razgrad de la Primera División del Fútbol de Bulgaria, pero la operación se cayó ya que el equipo ruso de FK Rostov ofreció 200 mil dólares más para comprarle el pase a Peñarol. La venta se cerró en USD 2.100.000 y Gimnasia y Esgrima recibió un resarcimiento econónico de USD 50.000 por cortar el préstamo un mes antes de finalizarlo.  

## Vida personal
Es hermano del futbolista Facundo Ezequiel Saravia Salvia.

## Estadísticas
Actualizado al último partido disputado el 12 de junio de 2024 según Transfermarkt.
| Racing Club de Montevideo · Uruguay | 2.ª           | 2021          | 12 | 0 | 0  | 0 | 0  | 0 | 12  | 0 |
| Racing Club de Montevideo · Uruguay | Total club    | Total club    | 12 | 0 | 0  | 0 | 0  | 0 | 12  | 0 |
| Peñarol · Uruguay | 1.ª           | 2022          | 26 | 2 | 5  | 0 | 5  | 0 | 36  | 2 |
| Peñarol · Uruguay | 1.ª           | 2023          | 20 | 1 | 0  | 0 | 5  | 0 | 25  | 1 |
| Peñarol · Uruguay | Total club    | Total club    | 46 | 3 | 5  | 0 | 10 | 0 | 61  | 3 |
| Gimnasia y Esgrima La Plata Argentina | 1.ª           | 2023          | 0  | 0 | 14 | 0 | 0  | 0 | 14  | 0 |
| Gimnasia y Esgrima La Plata Argentina | 1.ª           | 2024          | 5  | 0 | 14 | 1 | 0  | 0 | 19  | 1 |
| Gimnasia y Esgrima La Plata Argentina | Total club    | Total club    | 5  | 0 | 28 | 1 | 0  | 0 | 33  | 1 |
| FK Rostov · Rusia | 1.ª           | 2024-25       | 0  | 0 | 0  | 0 | 0  | 0 | 0   | 0 |
| FK Rostov · Rusia | Total club    | Total club    | 0  | 0 | 0  | 0 | 0  | 0 | 0   | 0 |
| Total carrera | Total carrera | Total carrera | 63 | 3 | 33 | 1 | 10 | 0 | 106 | 4 |
| (1) La copa nacional se refiere a la Copa AUF Uruguay, Supercopa Uruguaya y Copa de la Liga Profesional. (2) La copa internacional se refiere a la Copa Sudamericana y Copa Libertadores. |               |               |    |   |    |   |    |   |     |   |

## Palmarés
| Título             | Club    | País    | Año  |
| ------------------ | ------- | ------- | ---- |
| Supercopa Uruguaya | Peñarol | Uruguay | 2022 |
| Torneo Apertura    | Peñarol | Uruguay | 2023 |